# Katedra św. Mikołaja w Newcastle

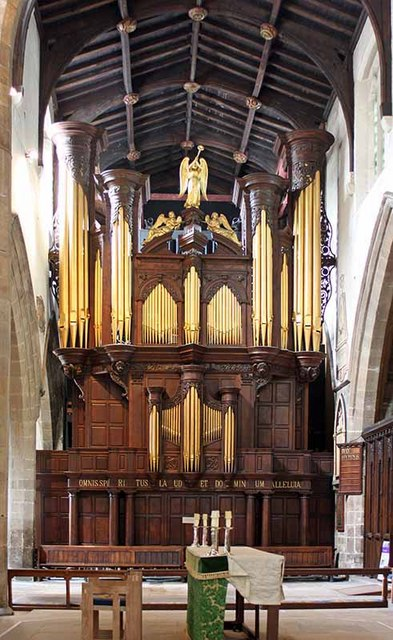
Organy T C Lewis/Harrison/Nicholson

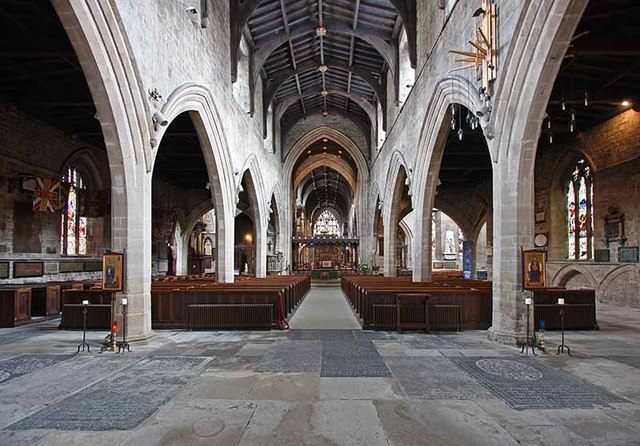
Widok na wschodnie okno z nawy bocznej

Katedra św. Mikołaja (ang. St. Nicholas’s Cathedral) – katedra Kościoła Anglii znajdująca się w Newcastle upon Tyne. Jej pełna nazwa brzmi Kościół katedralny św. Mikołaja w Newcastle upon Tyne (ang. The Cathedral Church of St Nicholas Newcastle upon Tyne) i jest kościołem diecezjalnym dla Newcastle. Katedra jest drugim pod względem wysokości budynkiem sakralnym i szóstym pod względem wysokości budynkiem w Newcastle.

## Historia
Patronem świątyni jest Mikołaj z Miry, opiekun żeglarzy. Początkowo był to kościół parafialny, zbudowany w 1091 roku, jednak w 1216 roku został zniszczony przez pożar. Odbudowany w 1359 roku, stał się katedrą w 1882 po utworzeniu diecezji Newcastle przez królową Wiktorię Hanowerską.
Skonstruowana w 1448 roku wieża latarniowa wyróżnia budynek spośród innych świątyń miasta. Przez kilka wieków był to główny punkt nawigacyjny dla jednostek pływających po rzece Tyne. Wieża mierzy 64 jardy (58,5 m) od podstawy dzwonnicy. 6 grudnia 2011, dzięki dotacji 20000 funtów od Fenwick Family Trust, po 40 latach przywrócono iluminację szczytu wieży.
Wnętrze kościoła zostało zdewastowane przez szkockich najeźdźców podczas okupacji miasta w 1640 i 1644 roku; podczas trwającego 9 tygodni oblężenia najeźdźcy zagrozili zniszczeniem wieży latarniowej, lecz zaniechali tego po umieszczeniu w jej wnętrzu szkockich więźniów.
W dzwonnicy znajduje się komplet 12 dzwonów; wśród nich, ważący prawie 2 tony dzwon tenorowy oraz 3 dzwony XV-wieczne, z których jeden, św. Mikołaj, używany jest podczas mszy. Drugim z trójki jest Gabriel.

## Wnętrza

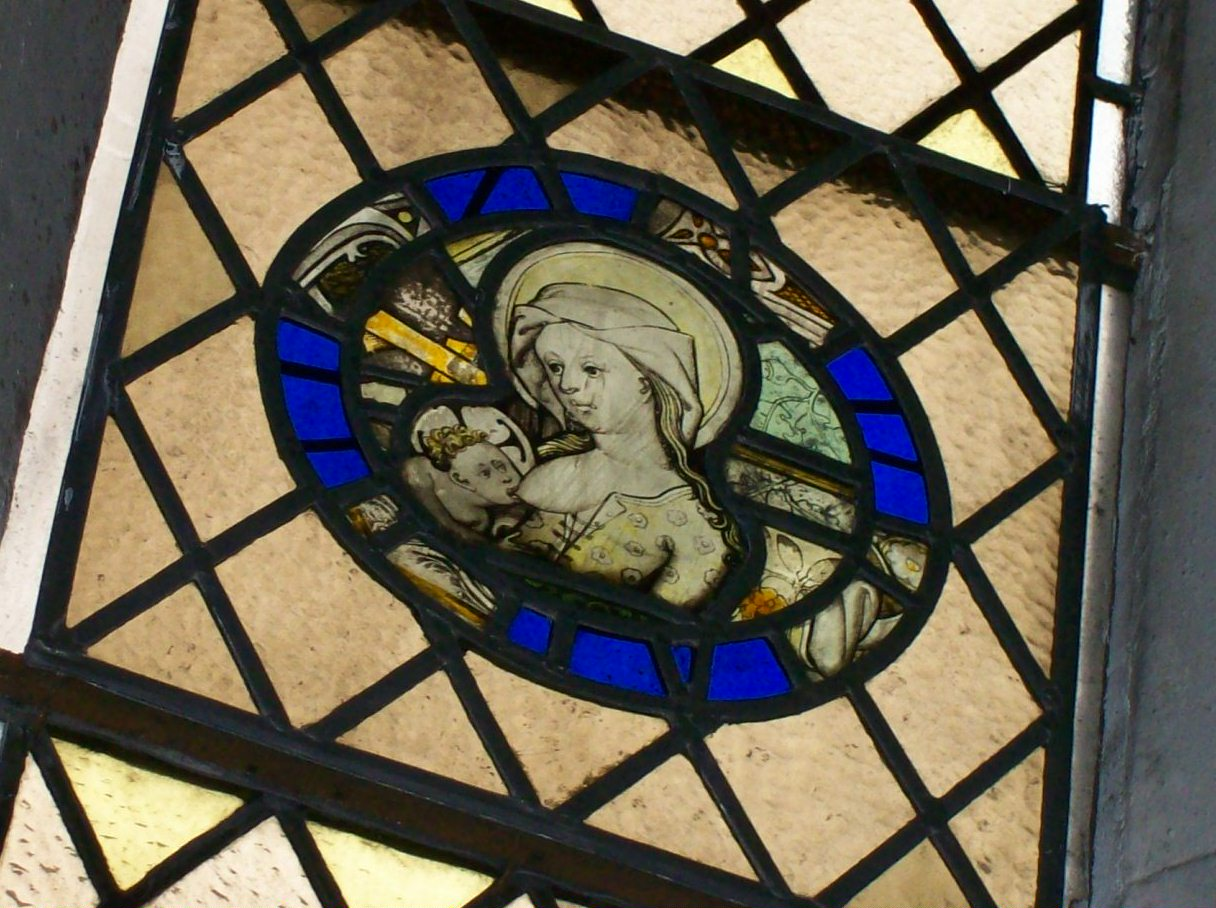
Średniowieczny witraż Madonny w kaplicy św. Małgorzaty

Nawy zostały wyposażone przez lokalnego artystę i rzemieślnika Ralpha Hedleya na początku XX wieku po tym, jak kościół parafialny stał się katedrą w 1882 roku. Ołtarz przedstawia Chrystusa, trzymającego jabłko i berło, w otoczeniu czterech ewangelistów, dzierżących własne atrybuty.
W kaplicy Św. Małgorzaty znajduje się fragment średniowiecznego witrażu przedstawiającego Madonnę z Dzieciątkiem. Większa jego część została zniszczona podczas angielskiej wojny domowej.
W katedrze znajduje się wiele nagrobków, najstarszym z nich jest pochodzący z XIII w., który upamiętnia nieznanego rycerza, prawdopodobnie dworzanina Edwarda I Długonogiego. Inny pomnik jest poświęcony Cuthbertowi Collingwoodowi, bohaterowi bitwy pod Trafalgarem, który został ochrzczony i zawarł związek małżeński w katedrze. Kolejnym jest „Thornton Brass”, nagrobek Rogera Thorntona, kupca i trzykrotnego burmistrza Newcastle, pochodzący z 1441 roku i wykonany z flandryjskiego brązu.

## Muzyka
Muzyka jest mocno związana z historią katedry. W 1503 roku księżniczka Małgorzata Tudor, córka Henryka VII zaręczona z Jakubem IV, przejeżdżając przez Newcastle zanotowała w dzienniku, iż dzieci ubrane w komże „śpiewały melodyjne hymny, akompaniując sobie różnorakimi instrumentami”. W 1736 roku organistą i katedralnym chórmistrzem był barokowy kompozytor Charles Avison.
Katedralny chór występował na antenie BBC Radio 3 w programie „Choral Evensong”, jak również z orkiestrą Northern Sinfonia w The Sage Gateshead oraz grupą Mediæval Bæbes. Na koncie ma także liczne albumy muzyczne.
W budynku mieszczą się także organy wyprodukowane przez firmę Lewis & Co.

### Organiści
| Data objęcia funkcji | Imię i nazwisko       |
| -------------------- | --------------------- |
| 1687                 | Samuel Nichols        |
| 1736                 | Charles Avison        |
| 1770                 | Edward Avison         |
| 1776                 | Matthias Hawdon       |
| 1789                 | Charles Avison jr     |
| 1795                 | Thomas Thompson       |
| 1834                 | Thomas Ions           |
| 1857                 | William Ions          |
| 1894                 | George Huntley        |
| 1895                 | John Jeffries         |
| 1918                 | William Ellis         |
| 1936                 | Kenneth Malcolmson    |
| 1955                 | Colin Ross            |
| 1967                 | Russell Arthur Missin |
| 1987                 | Timothy Hone          |
| 2002                 | Scott Farrell         |
| 2009                 | Michael Stoddart      |